# Vysočina (regio)
Vysočina (officieel: Kraj Vysočina) is een Tsjechische bestuursregio in het zuiden van het land. De naam Vysočina betekent hoogland en is een verwijzing naar de Boheems-Moravische Hoogvlakte. Vysočina ligt in het grensgebied van de historische regio's Bohemen en Moravië.
De hoofdstad is Jihlava.

## Bestuurlijke indeling

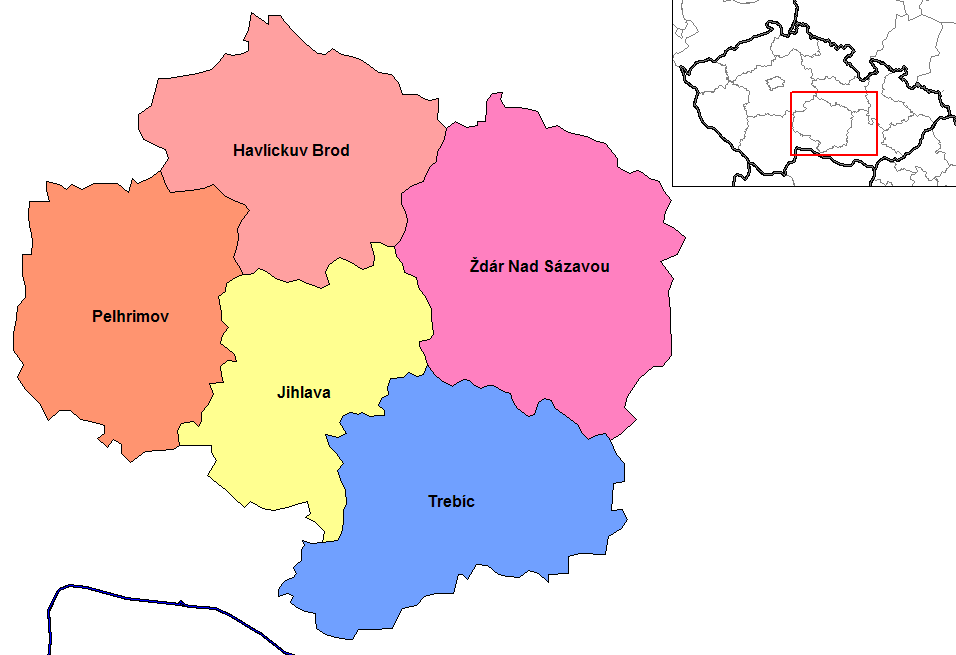
Districten van Vysočina

De regio is opgedeeld in de volgende vijf districten (okresy):
- Havlíčkův Brod
- Jihlava
- Pelhřimov
- Třebíč
- Žďár nad Sázavou

## Grootste plaatsen
De volgende tabel bevat alle plaatsen met meer dan 5000 inwoners.
| Pos. | Plaats                   | Inwoners | Okres            |
| ---- | ------------------------ | -------- | ---------------- |
| 1    | Jihlava                  | 50.521   | Jihlava          |
| 2    | Třebíč                   | 36.880   | Třebíč           |
| 3    | Havlíčkův Brod           | 23.206   | Havlíčkův Brod   |
| 4    | Žďár nad Sázavou         | 21.467   | Žďár nad Sázavou |
| 5    | Pelhřimov                | 16.149   | Pelhřimov        |
| 6    | Velké Meziříčí           | 11.641   | Žďár nad Sázavou |
| 7    | Humpolec                 | 10.860   | Pelhřimov        |
| 8    | Nové Město na Moravě     | 10.158   | Žďár nad Sázavou |
| 9    | Chotěboř                 | 9.444    | Havlíčkův Brod   |
| 10   | Bystřice nad Pernštejnem | 8.343    | Žďár nad Sázavou |
| 11   | Moravské Budějovice      | 7.462    | Třebíč           |
| 12   | Světlá nad Sázavou       | 6.734    | Havlíčkův Brod   |
| 13   | Třešť                    | 5.791    | Jihlava          |
| 14   | Telč                     | 5.482    | Jihlava          |
| 15   | Ledeč nad Sázavou        | 5.346    | Havlíčkův Brod   |
| 16   | Polná                    | 5.116    | Jihlava          |
| 17   | Velká Bíteš              | 5.090    | Žďár nad Sázavou |

Hradec Králové · Karlsbad · Liberec · Midden-Bohemen · Moravië-Silezië · Olomouc · Pardubice · Pilsen · Praag · Ústí nad Labem · Vysočina · Zlín · Zuid-Bohemen · Zuid-Moravië

Districten (Stadsdistricten van Praag) · Gemeenten 
Havlíčkův Brod · Jihlava · Pelhřimov · Třebíč · Žďár nad Sázavou